# Гордон (гора)
Гора Гордон — шлаковий конус у горах Врангеля на сході Аляски, США, розташований між льодовиком Набесна та стратовулканом Маунт-Драм .  Це найвищий у групі плейстоценових і голоценових шлаковий конус, більшість з яких нижче його на 100 м. Точний вік гори Гордон залишається невідомим.
Гора Гордон є складним базальтовим шлаково-лавовим конусом діаметром 5 км і висотою 625 м. Багато з конусів зберігають свої первісні конструктивні форми  . Утворенню значною мірою вкритої льодом гори Гордон передувало формування потоків базальтової лави, а пірокластичний матеріал, який був вивільнений з конуса, покрив територію.